# Janko Mlakar
Janko Mlakar, slovenski rimskokatoliški duhovnik, planinski in humoristični pisatelj, * 25. junij 1874, Železniki, † 11. avgust 1953, Ljubljana.

## Življenje
Rojen je bil v Železnikih očetu Antonu in materi Mariji (rojeni Laoter). Družina se je ob dopolnjenem prvem letu zaradi očetove službe preselila v Ljubljano. Nato je v Ljubljani obiskoval ljudsko šolo in gimnazijo, kjer je leta 1893 tudi maturiral. Teologijo je študiral v Ljubljani in bil leta 1897 posvečen. Kot kaplan je od leta 1897 do 1900 služboval v Postojni, nato je bil katehet od 1900 do 1910 na šentjakobski osnovni šoli ter od 1910 do 1926 dekliškem liceju v Ljubljani. Leta 1926 se je upokojil.
Bil je aktiven planinec in dolgoletni odbornik Slovenskega planinskega društva. Preplezal je številne slovenske in evropske gore (Triglav, Prisank, Grossglockner, Ortler, Waltzman, Stilfserjoch, Hochkoenig, Dachstein, Misurina, Cima Tosa, Jungfrau, Matterhorn, Mont blanc, Rosengarten ...)

## Literarno delo
Mlakar je z leposlovnimi in zlasti s humorjem navdahnjenimi planinskimi potopisi sodeloval v Planinskem vestniku, Domu in svetu, Mladiki in drugih listih, ter v njih duhovito in šaljivo budil ljubezen do gora, hkrati pa resno razpravljal o planinstvu. Njegov leposlovni dar se zlasti uveljavlja pri opisu naravnih lepot in pripovedovanju doživetij. Med značilne tovrstne spise spadajo: Skozi Engaldin (Planinski vestnik, 1908-19109, Jungfrau in še marsikaj (PV, 1911), Mont Blanc (Mladika, 1926), Prvikrat na Triglav (Mentor, 1932/1933). Mlakar je opisal skoraj vse slovenske in mnoge tuje gorske vrhove. 
V letih 1938 do 1939 so izšli Janka Mlakarja Izbrani planinski spisi I-III, 1968 pa krajši izbor Iz mojeha nahrbtnika. Poleg planinskih pa je napisal tudi nekaj humorističnih pripovedi: Kako je Trebušnik hodil na Triglav (Mohorjeva družba, 1907), Kako se je Trebušnik vozil v Trst (Mohorjeva družba, 1908). V knjižni izdaji so izšle Trebušnikove zgode (Celovec, 1963) in Gospod Trebušnik (1974). leta 1925 je izšla njegova povest Mira (Dom in svet, 1925), napisal pa je tudi predpustno igro Nevesta iz Amerike.
Mlakar je sestavil tudi veroučno knjigo, zelo pomemben pa je njegov članek 60 let planinstva (PV, 1953).